# George Friedmann
George Friedmann, Geburtsname György Friedmann (geboren 1910 in Miskolc, Österreich-Ungarn; gestorben 2002 in Buenos Aires, Argentinien), auch Georges oder Jorge Friedman, war ein argentinischer Kameramann und Fotograf ungarisch-jüdischer Herkunft.

## Leben
Im Jahr 1927 verließ György  Friedmann seine Heimatstadt Miskolc, um nach Paris zu gehen. Dort fotografierte er in den Folgejahren  für die Studios von Manuel Frères und publizierte in den Zeitschriften Pour Vous und L'Intransigéant. Ab 1933 fand er Arbeit in der Filmindustrie in Paris, London und Hollywood bei den Filmgesellschaften Pathé, Paramount Pictures und Metro-Goldwyn-Mayer als Standfotograf und Kameramann. 1939 floh er aus Europa und siedelte er sich in Argentinien an, wo er als Fotoredakteur und Herausgeber tätig war. Arbeiten erschienen in illustrierten Magazinen und im Verlag Atlántida, aber auch in Reportage- und Reisemagazinen wie Vu, Paris Match, Time und Life. Er fertigte auch Werbeaufnahmen, etwa für die Firmen Olivetti und Shell.
1947 begann er für die Zeitschrift Abril zu arbeiten. Seine Themen waren vor allem die Menschen auf dem Lande, in den argentinischen Provinzen, das Leben der Gauchos und der Arbeiter in den Minen und Fabriken – der gewöhnliche Alltag in all seinen Facetten, aber auch politische und kulturelle Ereignisse, sowie Sport.

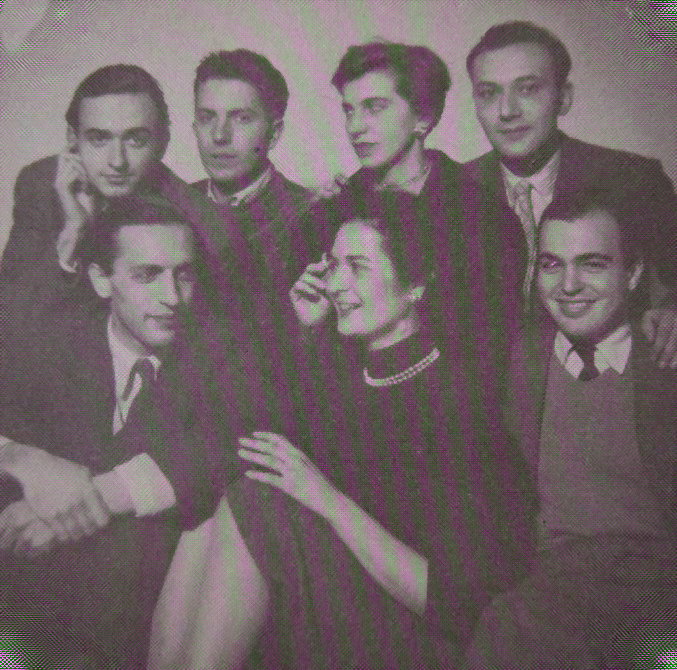
Die Gruppe Organisation der modernen Architektur, 1953 in Buenos Aires porträtiert von George Friedmann.

Anfang der 50er Jahre begründete er die Künstlergruppe „La Carpeta de los Diez“ mit, ein loser Zusammenschluss von Fotografinnen und Fotografen in Südamerika. Zu ihnen gehörte auch der international bekannte deutsche Fotograf Max Jacoby, der bei George Friedmann in die Lehre ging.
1971 übernahm Friedmann die Redaktion des neugegründeten argentinischen Frauenmagazins Idilio, bei dem er auch als Cheffotograf tätig war. Eine andere bekannte Fotografin, die häufig für Idilio arbeitete, war Grete Stern. Er legte seinen Schwerpunkt auf opulent aufbereitete Fotogeschichten (Fotonovelas). Darüber hinaus unterrichtete er Fotografie. Er erhielt für sein fotografisches Werk zahlreiche internationale Auszeichnungen. Er starb im Alter von 92 Jahren, aufgrund einer erblichen Augenerkrankung erblindet, in Buenos Aires.

## Einzelausstellungen
- Galerie argus fotokunst, Arbeiten von George Friedman, Berlin, 2. Mai – 27. Juni 2003[1]
- Galerie argus fotokunst, Fotonovela Argentina, Berlin, 2013
- Forum für Fotografie, Fotonovelas, Köln 2013